# Liepāja
Liepāja (litvánul: Liepoja, lengyelül: Lipawa, németül: Libau, oroszul: Либава/Libava vagy Лиепая/Lijepaja, héberül: ליבאַװע/Libave) Lettország harmadik legnagyobb városa.

## Fekvése
A Balti-tenger partján, Rigától 223 km-re nyugatra fekszik, fontos jégmentes kikötő Nyugat-Lettországban.

## Lakossága
A 2004-es adatok szerint a város lakosságának 51,4%-a lett, 33,4%-a orosz, 5,4%-a ukrán, 3,7%-a fehérorosz, 3,1%-a litván 1,2%-a lengyel, a fennmaradó 1,8%-a pedig egyéb nemzetiségű.

## Története

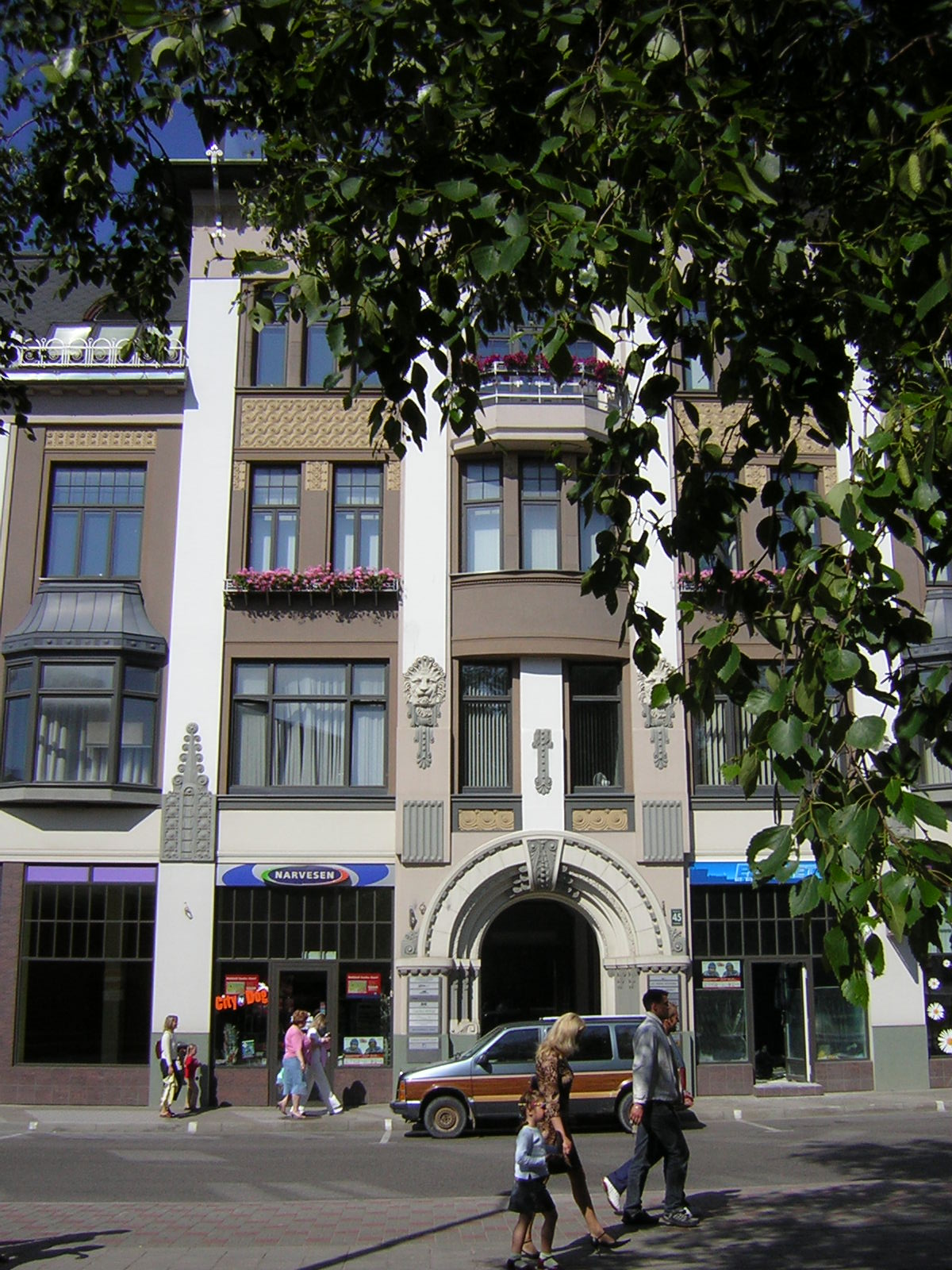
Szecessziós épület Liepājában

Liepāját kur és lív halászok alapították. Az első írásos feljegyzés 1253-ban Lyva néven említi, amikor a Teuton Lovagrend elfoglalta a halászfalut, és a lovagok letelepedtek. Liepāja 1625-ben Friedrich Kettlertől, a Kurföldi és Zemgalei hercegség hercegétől kapott városi rangot. Ezt egy évvel később III. Zsigmond lengyel király is megerősítette.
A 19. század második felében megépült a Liepāját Rigával összekötő vasútvonal, ami jelentős fejlődést hozott a település életében. Erre a korra a belvárosban szép szecessziós épületek emlékeztetnek.
A szovjet időkben Liepāja a Szovjetunió fontos hadikikötője volt. A település északi részén található Karosta városrész zárt katonai terület volt. A városban haditengerészeti bázist hoztak létre és föld alatti raktárakat építettek a nukleáris fegyverek tárolására. 1965-ben teljesen megszüntették a polgári kereskedelmi tevékenységet a város északi részén lévő kikötőben, amely ettől kezdve kizárólag hadikikötőként üzemelt. Liepāja területének harmada katonai terület volt, a katonák létszáma elérte a 26 ezer főt. A kikötőben állomásozott a Balti Flotta 14. tengeralattjáró-raja 16 darab tengeralattjáróval (613, 629a és 651 típusú tengeralattjárókkal felszerelve). Emellett a flotta egyéb kisegítő egységei és intézményei, valamint hajójavító üzem is működött a városban.

## Oktatás
Liepāja legnagyobb felsőoktatási intézete az 1954-ben alapított Liepājai Pedagógiai Akadémia, amely elsősorban pedagógusokat képez. Az akadémia négy fakultásán megközelítően 4000 hallgató tanul.
A felsőfokú műszaki képzést a Rigai Műszaki Egyetem kihelyezett tagozata biztosítja.
Liepājában is van kihelyezett tagozata a mindhárom baltikumi országban tevékenykedő Baltikumi Orosz Intézetnek (lettül: Baltijas Krievu institūta, oroszul: Балтийский русский Институт (БРИ)) ahol az oktatás nyelve elsődlegesen orosz, de lett nyelvű csoportok is indulnak. A Baltikumi Orosz Intézet egy az EBS (European Business Schools) programja alapján működő magánegyetem. Hallgatóinak száma a három balti köztársaság különböző városaiban több mint 8000.

## Gazdasági élet, közlekedés

### Közlekedés
Liepāja Lettország egyik legfontosabb kereskedelmi kikötője. A városnak nemzetközi repülőtere is van (IATA: LPX, ICAO: EVVA), ahonnan elsősorban belföldi légi járatok indulnak Rigába.
A városi közlekedést 11 autóbuszvonal és egy 14,1 km hosszú villamoshálózat biztosítja.

## Látnivalók
- A szovjet hadikikötő és tengerész fegyház Karostában.
- Az 1742–1758 között épült Szentháromság templom, az 1855-ben épült orgonájával. Ez az orgona 1912-ig a világ legnagyobb orgonája volt, több mint 7000 sípjával pedig ma is Európa egyik legnagyobb mechanikus orgonája.
- A 16. században épült Szent Anna templom.
- Az 1899-ben megnyitott liepājai villamosvonal (Lettország első villamosvonala).

## Testvértelepülések
- Bellevue City, USA
- Darmstadt, Németország
- Elbląg, Lengyelország
- Gdynia, Lengyelország
- Homel, Fehéroroszország
- Helsingborg, Svédország
- Karlshamn, Svédország
- Klaipėda, Litvánia
- Nykobing, Dánia
- Nynäshamn, Svédország
- Palanga, Litvánia
- Rogaland megye, Norvégia